# 櫓 (建築物)
橹，是中國古代一種築在城上供防禦而無頂蓋的瞭望樓。類似的建築物有敵樓和「魏闕」等，分別在於櫓無頂蓋，後兩者有頂蓋。